# Депураторе (Палермо)
Депураторе је насеље у Италији у округу Палермо, региону Сицилија.
Према процени из 2011. у насељу је живело 1 становника. Насеље се налази на надморској висини од 163 м.